# 4718 Araki
4718 Araki este un asteroid din centura principală, descoperit pe 13 noiembrie 1990 de Tetsuya Fujii și Kazuo Watanabe.